# Estádio José Luís Correa
O Estádio Municipal José Luís Nery Corrêa, popularmente conhecido como Correão é um estádio de futebol localizado na cidade de Bacabal.

## História
O estádio foi inaugurado em 14 de maio de 1974 e reformado em 1990, sendo propriedade da prefeitura de Bacabal e do Bacabal Esporte Clube.
Na reinauguração, foi realizada uma partida entre Bacabal Esporte Clube e o Vasco da Gama, que terminou empatada em 1 a 1.
Em 1996, o Correão ganhou destaque quando o Bacabal se tornou campeão maranhense, sendo o primeiro time do interior do estado a conquistar o título.
Em março de 2022, o estádio foi interditado por tempo indeterminado a riscos à sua estrutura.[carece de fontes?]